# Oreoglanis
Oreoglanis (Ореогланіс) — рід риб триби Glyptosternina з підродини Glyptosterninae родини Sisoridae ряду сомоподібних. Має 23 види, що поділено на 2 групи. Наукова назва походить від грецького слова oreos, тобто «гора», та латинського слова glanis — «сом».

## Опис
Загальна довжина представників цього роду коливається від 6 до 14 см. Голова і тулуб сильно сплощені. Голова широка, шоломоподібна. Очі помірно великі, розташовані зверху голови, сховані шкірою. Є 4 пари коротеньких вусів. Губи тонкі. Нижня губа з надрізом посередині або з виїмкою. Позаду губ присутня суцільна канавка. Рот середнього розміру. Зуби розташовані на обох щелепах, на верхній щелепі усі гострі, на нижній — вони в першому рядку короткі та лопатоподібні, другому рядку — конічні і загострені. Зяброві отвори не тягнуться до нижньої частини голови. Тулуб видовжений. Шкіра спини гладенька. Грудні плавці доволі великі (16-18 м'яких променів і 1 жорсткий промінь), під ними розташовано клейковий апарат. Черевні плавці також доволі великі. Жировий плавець витягнутий. Анальний плавець невеличкий. Хвостовий плавець з виїмкою або являє собою півмісяць.
Забарвлення коричневе з різними відтінками (світло- або темно-), іноді зі сріблястим або зеленуватим відливом.

## Спосіб життя
Це бентопелагічні риби. Зустрічаються у гірських річках і лісових річечка з порогами та водоспадами. Тримаються лише на дуже сильній течії й кам'янистих ґрунтах. Один з видів був виявлений прямо на водоспадах. Соми «висять» на прямовисних скелях, які омиваються водою.

## Розповсюдження
Мешкають у водоймах південного Китаю, Лаосу, В'єтнаму і Таїланду — в річках Меконг, Іраваді, Салуїн, Лам.

## Види
- Група Oreoglanis siamensis
  - Oreoglanis immaculatus
  - Oreoglanis insignis
  - Oreoglanis jingdongensis
  - Oreoglanis macropterus
  - Oreoglanis omkoiense
  - Oreoglanis siamensis
  - Oreoglanis setiger
- Група Oreoglanis delacouri
  - Oreoglanis colurus
  - Oreoglanis delacouri
  - Oreoglanis frenatus
  - Oreoglanis heteropogon
  - Oreoglanis hypsiurus
  - Oreoglanis infulatus
  - Oreoglanis jingdongensis
  - Oreoglanis laciniosus
  - Oreoglanis lepturus
  - Oreoglanis macronemus
  - Oreoglanis majusculus
  - Oreoglanis nakasathiani
  - Oreoglanis pangenensis
  - Oreoglanis sudarai
  - Oreoglanis suraswadii
  - Oreoglanis tenuicauda
  - Oreoglanis vicinus